# Tradition und Ordnung
Tradition und Ordnung (ukrainisch Традиції і порядок, englisch Tradytsiia I Poriadok) ist eine christlich-konservative, rechtsextreme Organisation die am 20. August 2016 gegründet wurde. Ihr Anführer ist Bohdan Chodakowskyj. Weitere prominente Mitglieder sind Jurij Bondarenko, Anton Pereschohin, Semen Socha und Anton Schum. Die vorwiegend jugendlichen Mitglieder waren insbesondere mit Protest- und Störaktionen gegen feministische, queere und linke Organisationen aktiv.
Tradition und Ordnung ist als öffentliche Gesellschaft unter dem Kürzel „TIP“ registriert und versucht sich als politische Partei zu etablieren. Die Organisation gab das Print- und Onlinemagazin „Konservator“ heraus.

## Geschichte
Der am 18. Januar 1996 in Tschopowytschi geborene Bohdan Chodakowskyj und einige andere Gründungsmitglieder waren zuvor bei der von rechtsextremen Jugendlichen gebildeten Gruppe „Rache“ aktiv. „Rache“ (ukrainisch Реванш) arbeitete 2014 am Euromaidan mit anderen rechtsextremen Gruppen wie dem Prawyj Sektor zusammen und war auch an einer gewaltsamen Demonstration vor der Werchowna Rada beteiligt.
2016 nahm der ukrainische Sicherheitsdienst (SBU) Chodakowskyj und andere Mitglieder von „Rache“ fest und beschlagnahmte Waffen, die auf dem Gelände des Treffpunkts der Gruppe gefunden wurden. Chodakowskyj wurde wegen Terrorismus und Separatismus angeklagt und stand zwei Monate unter Hausarrest.
Nach eigenen Angaben wurden 2020 80 % der Kosten vom Hauptsponsor Serhij Tschapligin finanziert, einem beim konservativen Thinktank „Expertenkabinett“ mitarbeitenden Philosophen und Religionshistoriker, der beim alljährlichen Marsch gegen die Kapitulation im Block von Tradition und Ordnung mit einem goldenen Hakenkreuz als Halsanhänger gesichtet wurde.
Laut ihrem Anführer Bohdan Chodakowskyj arbeite die Organisation „ausnahmslos mit allen nationalistischen, patriotischen Organisationen“ sowie mit einzelnen Parlamentsabgeordneten zusammen, die ihre Ansichten teilen würden. Dazu gehören die ehemaligen Abgeordneten Ihor Mosijtschuk und Andrij Lozowyj von der Radikalen Partei von Oleh Ljaschko, der ehemalige Abgeordnete Ihor Luzenko von der Vaterlandspartei sowie der Abgeordnete Swjatoslaw Jurasch von der regierenden Partei Diener des Volkes.
Tradition und Ordnung arbeitet mit dem Priester Jaroslaw Kulyk von der Orthodoxen Kirche der Ukraine (OCU) und anderen Mitgliedern der rechtsextremen anti-LGBT-Netzwerkes zusammen. Ebenso wie Jaroslaw Kulyk pflegt Bohdan Chodakowskyj gute Kontakte zur Führung der OCU und wurde am 3. Juli 2019 von Metropolit Oleksandr Drobinko mit dem Orden der OCU für die gute Zusammenarbeit ausgezeichnet, fünf weitere Mitglieder von Tradition und Ordnung erhielten Gedenkmedaillen.
Ihor Schtschedrin, Mitbegründer der Website Petro i Mazepa, die sich zu einer nationalistischen Ideologie bekennt und den früheren Präsidenten Petro Poroschenko unterstützt.
Bei den Ukrainischen Parlamentswahlen 2019 kandidierte Bohdan Chodakowskyj im Bezirk Malynskyj (Wahlbezirk 66), ursprünglich angekündigt für die ideologisch nahe stehende Partei „Kraft und Ehre“ von Ihor Smeschko, wegen Gespräche dieser Partei mit dem Ex-Regionalist Witalij Schurawskyj und Ex-Politiker der Partei der Regionen dann doch alleine und erreichte 1,4 % der Stimmen.
Mitglieder und Interessierte werden in Kampftrainings an Schusswaffen ausgebildet. Seit 2020 wurden Kinder gezielt durch Sportwettkämpfe angesprochen und die Organisation veranstaltete ein Boxturnier in der Region Schytomyr.
Am 3. Januar 2021 wurde die bereits 2016 angekündigte Gründung einer Partei mit dem Namen „Konservative Partei“ bekannt gegeben. Unter diesem Namen fand am 28. Dezember 2021 eine erste Demonstration statt.
Nach dem Einmarsch Russlands in die Ukraine am 24. Februar 2024 gründeten Mitglieder das „Revanche Bataillone“ mit Chodakowskyj als Kommandanten.

## Ideologie
Tradition und Ordnung stellt sich als „konservative Bewegung“ von „traditionellen Christen“ dar. Laut deren Gründer Bohdan Chodakowskyj soll eine konservative Partei aufgebaut werden, „das ganze Volk um sich scharen wird, mindestens 60-80%“. Laut Chodakowskyj sei einer der wichtigsten Programmpunkte der „Schutz christlicher Werte und die Stärkung der Rolle der Kirche in der Gesellschaft“, die „sich stärker an öffentlichen Aktivitäten beteiligen“ soll. „Zensur auf Facebook, Geschlechterquoten und schulische Innovationen in Schulbüchern“ seien nur die ersten Blüten der von „Tradition und Ordnung“ bekämpften Säkularisierung. Nationalismus sei „das Immunsystem einer Nation, einer Gesellschaft, die bedroht ist.“
Eine „marktwirtschaftliche Modernisierung der Ukraine mit harten, autoritären Methoden“ soll die Ukraine „auf ein Niveau bringen, das höher ist als das jedes europäischen Landes“ und vergleichbar sei mit den „ostasiatischen 'Drachenländern'“.
Die deutsche Bundesregierung gab in einer Antwort auf eine Anfrage der Fraktion die Linke ihre Einschätzung bekannt, dass Tradition und Ordnung „eine ultranationalistische, rechtsextremistische und gewaltbereite ukrainische Organisation“ sei und ihre Feindbilder „insbesondere Angehörige und Aktivisten der LGBTQI*-Community, Feministinnen, Linke und Anti-Faschisten sowie Minderheiten wie Sinti und Roma“ seien. Führungsperson Bohdan Chodakowskyj sympathisiere „offen mit der faschistischen Ideologie Mussolinis“. Tradition und Ordnung pflege enge Kontakte zum Nationalen Korps.

## Aktionen

### 2018
Am 17. Februar 2018 Angriff auf das Büro des Russischen Zentrums für Wissenschaft und Kultur in Kiew gemeinsam mit Mitgliedern von S14 und Rechter Sektor an, Beschmieren der Gebäudewände mit Slogans, Verbrennung einer im Haus angebrachten russischen Fahne. Am selben Tag Demonstration bei der polnischen Botschaft in Kiew, um die Abschiebung des ukrainischen Politikers und ehemaligen georgischen Präsidenten Micheil Saakaschwili zu fordern durch Plakate mit der Aufschrift „Sorry, this one's for Bandera“.
Im März 2018 blockierten Mitglieder von Tradition und Ordnung, des Rechten Sektors und des Nationalen Korps den Eingang zum Bezirksgericht Schewtschenkiwski während der Zeugeneinvernahme von Olena Schewtschenko als Leiterin der LGBT+-Organisation „Insight“ im Rahmen eines Verwaltungsstrafverfahren gegen Shevchenko wegen Störung des Frauenmarsches in Kiew am 8. März 2018. Die Rechtsextremen drangen mit Waffen in den Gerichtssaal ein und Schewtschenko musste durch einen Notausgang flüchten.
Am 10. Mai 2018 gemeinsam mit der rechtsextremen Gruppe Katekhon Störung eines von Amnesty International organisierten Vortrag über die Anti-LGBT+-Politik der russischen Regierung. Der Eigentümer des Veranstaltungsortes stellte sich auf die Seite der Rechtsextremen und verhinderte den Vortrag.
Am 18. Mai 2018 versuchte Tradition und Ordnung in Charkiw gemeinsam mit der rechtsradikalen Gruppe Freikorps eine Veranstaltung gegen Homophobie und Transphobie zu stören.
Am 19. Mai 2018 störten Rechtsradikale aus Kiew und vom Nationalen Korps gemeinsam mit Tradition und Ordnung-Mitglied Jurij Bondarenko gewaltsam das von Insight organisierte LGBT+-Gleichstellungsfestival in der westukrainischen Stadt Czernowitz und besprühten die Festivalbesucher mit Tränengas und drangen in den Veranstaltungssaal ein, der dann von der Polizei wegen vermuteter hinterlegter Sprengmittel geräumt wurde. Gegen das Festival hatten Rechtsextreme bereits im Vorfeld Drohungen ausgesprochen.
Im Juni 2018 Demonstration mit anderen rechtsradikalen Organisationen wie S14 und Nationaler Widerstand gegen den Gleichstellungsmarsch in Kiew. Blockierung Teile der Marschroute bis zur Räumung durch die Polizei. Laut Kyiv-Pride-Sprecherin Sofija Lapina gab es in der folgenden Woche mindestens 20 Angriffe auf Mitglieder der LGBT+-Gemeinschaft.
Am 14. Oktober 2018 nach dem „Marsch der Nation“ zum Gedenken an die nationalistische UPA Angriff auf das Büro der russlandfreundlichen Vereinte Sozialdemokratische Partei der Ukraine in Kiew.
Am 18. November 2018 gemeinsam mit den rechtsextremen Gruppen Bruderschaft und mit Katekhon Angriff den Transgender-Marsch in Kiew zum Internationalen Transgender-Tag mit Tränengas und Rauchbomben. Verletzung mehrere Personen, darunter auch Journalisten.
Am 19. Dezember 2018 Demonstration mit Katekhon vor dem Ministerkabinett der Ukraine gegen die Einrichtung eines Beauftragten für Geschlechterpolitik (Beschluss 390/2017) mit Forderung nach Entlassung der neu installierten Beauftragten Kateryna Lewtschenko.

### 2019
Am 26. Februar 2019 hat die Polizei Mitglieder von Tradition und Ordnung auf der Autobahn Kiew-Odessa festgenommen und Waffen beschlagnahmt. Der Festgenommenen sei eine Belohnung von 800 UAH (etwa 35 US-Dollar) für die Teilnahme einer Demonstration und Autobahnblockade versprochen worden.
Am 8. März 2019 gemeinsam mit der rechtsextremen „Bruderschaft“ Gegenkundgebung zum jährlichen Frauenmarsch in Kiew mit im Umfeld von Obdachlosen hochgehaltenen Plakaten „LGBTA-Alkoholiker“ und „Gegen lesbischen Separatismus“.
Am 2. Juni 2019 gemeinsam mit Nationales Korps, Demokratische Axt, Freikorps, Rechter Sektor und Switanok Störaktionen zum von den Bürgermeistern von Odessa und Charkiw gebildeten Regionalpartei „Traue den Taten“: „Korridor der Schande“, bei dem die Rechtsextremisten vor dem Sportpalast von Charkiw Parteitagsdelegierte mit roter Farbe besprühten, weil die Parteiproponenten 2014 prorussisch agiert hätten. In einem nahen Park wurde Büste des Sowjet-Marschalls Georgi Schukow unter den Rufen „Ehre der Ukraine“ vom Sockel gestoßen und durch eine ukrainische Nationalfahne ersetzt.
Am 30. Juli 2019 drangen 30 junge Männer von Tradition und Orden gewaltsam in das Kiewer Büro der staatlichen Nachrichtenagentur Ukrinform ein, störten eine Pressekonferenz zur Wahl in der Oblast Donezk, bewarfen den prorussischen Kandidaten Andrij Aksjonow Eiern, verletzten zwei Ukrinform-Mitarbeiter (Augenverletzung, zahlreiche Prellungen) und beschädigten die Tonanlage, den Teppichboden und Möbel.
Am 26. November 2019 warfen junge Männer einen Laib Schwarzbrot, eine Lampe und etwa ein halbes Kilo Hühnerleber gegen die Fassade des LGBT+-Gemeinschaftszentrums in Charkiw. In einem Bekennerschreiben bezeichnet Tradition und Ordnung die Aktion als Protest dagegen, dass dort am Tag des Gedenkens an die Opfer des Holodomor eine Veranstaltung zur Unterstützung von Transgender-Personen stattgefunden habe.
Am 27. November 2019 organisierte „Tradition und Ordnung“ in Lemberg einen Gegenprotest zum Marsch der Feministinnen, die sich gegen Gewalt gegen Frauen wandten.

### 2020
Am 4. Januar 2020 gedachte Tradition und Ordnung vor der iranischen Botschaft in Kiew dem am Vortag bei einem US_Luftangriff getöteten iranischen General Qasem Soleimani.
Im Januar 2020 kündige Tradition und Ordnung an, eine Zweigstelle in Deutschland eröffnet zu haben.
Am 16. Juni 2020 wurden Aktivistin des Feministischen Workshops der Initiative FemSolution auf dem Kontraktova-Platz in Kiew angegriffen, als diese auf Mauern von Hostynyj Dwir achiffierte homophobe und geschlechterfeindliche Plakate entfernten.
Am 30. August 2020 besetzte „Tradition und Ordnung“ den Platz der bei der Polizei angemeldeten Pride Parade in Odessa und griffen die auf einen nahen Platz ausweichende Versammlung mit Farbe, Eier, Steine, Stöcke, Wasserflaschen, Pfeffersprays, ätzenden Substanzen an: Eine Person erlitt Verbrennungen ersten Grades, eine andere Person schwere Kopfverletzungen. Zwei Polizisten wurden verletzt und 16 Täter wurden festgenommen, allerdings wegen des Angriffs auf Vollzugsbeamte und nicht auf LGBT-Pride-Teilnehmer.
Anfang September 2020 wurde eine Online-Petition gestartet, die ein Verbot der Auslandsfinanzierung von NGOs fordert und mit 960 Unterschriften die Hürde von 25.000 Unterstützungen zur Behandlung im Parlament nicht schaffte.
Am 20. September verhinderte „Tradition und Ordnung“ gemeinsam mit der rechtsextremen „Bruderschaft“ von Dmytro Kortschynskyj in einem Kiewer Kino den Filmstart des Dokumentarfilms „Hail Satan?“ unter Mitwirkung des traditionalistischen Priesters Jaroslaw Kulyk, der vor Ort eine Ikone hoch haltend zum Gebet aufrief, weil der Film Satanismus verbreite. Der Film hingegen dokumentiert die gegen religiöse Bigotterie gerichteten und für soziale Gerechtigkeit kämpfenden ironischen Aktionen des „Satanic Temple“.
Am 25. September 2021 forderten mehr als 30 NGOs in einem gemeinsamen Bericht an die Menschenrechtsbeauftragte des ukrainischen Parlaments, Ljudmila Denisowa, die diskriminierenden Störaktionen von Tradition und Ordnung zu untersuchen und kritisierten den Unwillen der Behörden, gegen diese Gruppe vorzugehen, worauf die Menschenrechtsbeauftragte am 2. Oktober 2021 einen Appell an die Behörden richtete. Hierauf forderte Tradition und Ordnung die Entlassung der Menschenrechtsbeauftragten.

### 2021
Am 21. Mai 2021 verbrannte Tradition und Ordnung am Michaelplatz vor dem Start des Transgender-Marsches eine Regenbogenfahne und skandierte unter Trommeln „Schande“, „LGBT ist eine Krankheit“, „Gott, Heimat, Patriarchat“ und „Tod den LGBT-Menschen“,
Am 29. Mai 2021 wurden feministische Diskussionen der NGO „Insight LQBQT“ sowohl in einem Gemeindezentrum in Kiew als auch in Odessa gestört.
Am 30. Juli versuchte eine Demonstration rechter Gruppen in der Nähe des Amtssitzes des ukrainischen Präsidenten ein Raveevent zu stürmen und stießen mit der Polizei zusammen. Die Polizei setzte Tränengas ein und nahm die „aktivsten Unruhestifter“ fest. Zweck des Raveevents war, die Forderungen nach besseren Antidiskriminierungsgesetzen und nach Untersuchung der Angriffe auf LGBT-Personen zu unterstützen
Am 28. August griff „Tradition und Ordnung“ wieder die Odessa Pride an. Aufgrund der internationalen Kritik zur Untätigkeit der Polizei im Vorjahr war die Polizei mit rund 1000 Mitarbeitern im Einsatz und verhaftete in heftigen Straßengefechten 51 von 300 Demonstranten – die auch Tränengas gegen die Polizei eingesetzt hatten – inklusive den Leiter des Ortsverbands Odessa von „Tradition und Ordnung“. Bohdan Chodakowskyj wurde als Anführer vom Bezirksgerichts Primorskij zu nächtlichen Hausarrest verurteilt.
Am 28. Dezember 2021 wurde nahe dem Präsidentenpalast gegen unzureichende Vorbereitungen Wolodymyr Selenskyjs auf einen möglichen russischen Angriff demonstriert und gefordert, „prorussische Opposition“ und „Saboteure aus den Reihen der Regierungspartei“ vor Gericht zu stellen. Dabei trat man unter dem Label als „Konservative Partei“ auf.

## Kriminalität
Die Medien haben auch über Vorfälle berichtet, bei denen aktuelle oder ehemalige Mitglieder der Organisation Straftaten begangen hätten, die nicht direkt einen rechtsradikalen Hintergrund haben, wie z. B. die Erpressung von Geld von Straßenhändlern durch Chodakowskyj und 30 schwarz gekleidete Männer oder versuchter Mord bzw. Totschlag, wie im Falle des durch Beschuss des Autos des Kiewer Regionalratsmitglieds Wjatscheslaw Sobolew getöteten dreijährigen Sohnes des Abgeordneten.

## Internationale Aktivitäten
In Deutschland versuchte der aus der Ukraine stammende Ivan Kormilitsyn 2020 nach einer Schulung bei Tradition und Ordnung in Rostock eine Gruppe für Tradition und Ordnung aufzubauen. Er wurde für die AfD in Rostock Groß Klein 2019 zum Bürgerrat gewählt. Nach bekannt werden der Teilnahme an Kampftrainings der rechtsextremen Asow-Brigade im Industriekomplex ATEK in Kiew im Jahre 2018 sowie von einem Foto, auf dem er stolz mit einer Kalaschnikow posierte, ist er einer möglichen Abwahl durch Rücktritt zuvorgekommen. Ivan Kormilitsyn übersiedelte nach Österreich, wo er ebenfalls für Tradition und Ordnung – auch auf einer Demo in Wien – geworben haben soll und in Graz Listen mit Ausrüstungsgegenständen, die das von Tradition und Ordnung unterstützte rechtsextreme Bataillon Revanche brauche, verteilt habe.